# Krasnaja Gorka (obwód królewiecki)
Krasnaja Gorka (ros. Красная Горка, niem. Nettienen, lit. Netynai) – wieś w rejonie czerniachowskim, w obwodzie królewieckim. W 2010 roku liczyła 65 mieszkańców.

## Geografia
Krasnaja Gorka położona jest przy mieście Czerniachowsk, w rejonie czerniachowskim, w obwodzie królewieckim. Na południe od wsi z połączenia rzek Instrucz i Węgorapa powstaje rzeka Pregoła.

## Wieża Bismarcka
Na terenie wsi znajduje się Wieża Bismarcka (ros. Башня Бисмарка, niem. Bismarckturm) z 1913 roku. Wznosiła się ona na wysokość 15 metrów. W lipcu 2018 roku górna część wieży się zawaliła.